# A day without yesterday
A day without yesterday is een studioalbum van het Britse Volt. Het album verscheen na drie jaar stilte rond Volt, omdat beide leden bezig waren met soloalbums. De titel A day without yesterday verwijst naar de oerknal.

## Musici
- Steve Smith, Michael Shipway – synthesizers, elektronica

## Muziek
| Nr. | Titel                                | Duur  |
| --- | ------------------------------------ | ----- |
| 1.  | Magnetic storms on the event horizon | 13:02 |
| 2.  | Journey through the black hole       | 18:04 |
| 3.  | An infinity of nothingness           | 17:12 |
| 4.  | Distant union                        | 12:08 |